# Renta de la seda de Granada

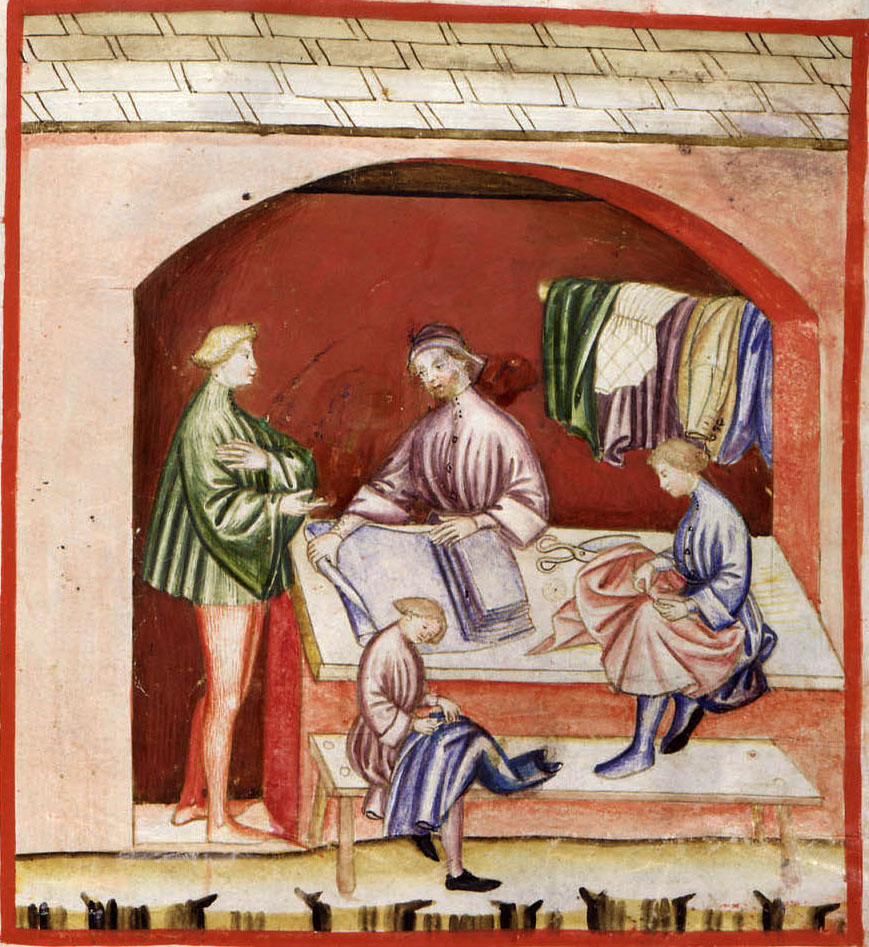
Ilustración del tacuinum sanitatis sobre la elaboración de la seda

La renta de la seda de Granada fue un impuesto de la Corona de Castilla sobre la seda producida y elaborada en Granada. Fue establecido por el reino nazarí y adoptado por los Reyes Católicos tras la conquista de la ciudad.
Este impuesto suponía el diez por ciento de toda la producción obtenida a partir de la cría del gusano de seda en las moreras, y labrada en el reino, y su base era el precio que alcanzaba en el mercado. Para evitar el fraude, se vigilaba el comercio desde el telar hasta la alcaicería, e incluso los cargamentos que se transportaban.
A partir de 1505 fue práctica habitual arrendar esta renta a diversos arrendatarios, y a partir de 1686 se fijaron los encabezamientos de los pueblos con un gravamen de quince reales y doce maravedíes por libra. La recaudación de este impuesto se llevaba a cabo en las alcaicerías de Granada, Málaga y Almería, y a pesar de las importantes medidas de recaudación, los fraudes fueron cuantiosos.